# The Messenger
The Messenger  es una película dramática de 2009 protagonizada por Ben Foster, Woody Harrelson, Samantha Morton, Jena Malone y Steve Buscemi. Es el debut como director de Oren Moverman, quien también coescribió el guion junto a Alessandro Camon. La película fue estrenada en el Festival de Sundance del año 2009, y más tarde fue proyectada en el Festival de Berlín, donde se llevó el oso de plata al mejor guion. Además recibió cuatro nominaciones para los Independent Spirit Awards, una para los premios del Sindicato de Actores, una para los Globo de Oro, dos para los Satellite y dos para los Premios Óscar.

## Argumento
A dos veteranos de la Guerra de Irak (Ben Foster y Woody Harrelson) les es asignada la difícil tarea de comunicar las trágicas noticias a los familiares de las víctimas combatientes, generalmente a solo 24 horas de sus muertes.

## Reparto
- Ben Foster - Sgt. Will Montgomery
- Woody Harrelson - Capt. Tony Stone
- Samantha Morton - Olivia Pitterson
- Jena Malone - Kelly
- Steve Buscemi - Dale Martin
- Merritt Wever - Lara
- Eamonn Walker - Col. Stuart Dorsett
- Yaya DaCosta - Monica Washington
- Peter Francis James - Dr. Grosso

## Producción
The Messenger significó el debut en la dirección del guionista y experiodista israelí Oren Moverman. Aunque Sydney Pollack, Roger Michell y Ben Affleck estuvieron en mente para dirigir, ninguno pudo ser confirmado, y los productores le ofrecieron el proyecto a Moverman. Lo realizadores trabajaron junto al Ejército de los Estados Unidos y el centro médico Walter Reed para familiarizarse acerca de la vida de los militares, y fueron aconsejados específicamente por el teniente coronel Paul Sinor como consultor técnico.

## Recibimiento
La película actualmente tiene un 90% de críticas positivas según Rotten Tomatoes, basándose en 155 reseñas. En MetaCritic tiene un 76% de críticas favorables, basándose en 27 reseñas. El papel de Woody Harrelson fue muy elogiado por la crítica, siendo nominado, además, al Premio Globo de Oro y al Óscar como Mejor actor de reparto.

### Top 10
Además de recibir muy buenas críticas, The Messenger fue incluida en los "top 10" de las mejores películas de 2009 de algunos críticos.
- 3.er lugar: Robert Mondello, de NPR.[10]
- 4.º lugar: Ty Burr, del Boston Globe.[10]
- 4.º lugar: Stephen Holden, del The New York Times.[10]
- 9.º lugar: Frank Scheck, de Hollywood Reporter.[10]
- 10imo lugar: Peter Travers, de la Rolling Stone.[10]
- Top 10: David Denby, de The New Yorker.[10]

## Taquilla
En Estados Unidos, The Messenger tuvo un estreno limitado en los cines, recaudando 1.109.660 dólares. En el resto del mundo recuaudó 411.601, alcanzando un total de 1.521.261 dólares.

## Premios

### Oscar
| Año  | Categoría              | Persona                        | Resultado  |
| ---- | ---------------------- | ------------------------------ | ---------- |
| 2010 | Mejor actor de reparto | Woody Harrelson                | Candidato  |
| 2010 | Mejor guion original   | Alessandro Camon Oren Moverman | Candidatos |

### Globo de Oro
| Año  | Categoría              | Persona         | Resultado |
| ---- | ---------------------- | --------------- | --------- |
| 2010 | Mejor actor de reparto | Woody Harrelson | Candidato |

### Independent Spirit
| Año  | Categoría               | Persona                                                                                              | Resultado  |
| ---- | ----------------------- | --- | ---------- |
| 2010 | Mejor ópera prima       | Oren Moverman (director) Mark Gordon (productor) Lawrence Inglee (productor) Zach Miller (productor) | Candidatos |
| 2010 | Mejor guion             | Alessandro Camon Oren Moverman                                                                       | Candidatos |
| 2010 | Mejor actriz de reparto | Samantha Morton                                                                                      | Candidata  |
| 2010 | Mejor actor de reparto  | Woody Harrelson                                                                                      | Ganador    |

### Screen Actors Guild
| Año  | Categoría              | Persona         | Resultado |
| ---- | ---------------------- | --------------- | --------- |
| 2010 | Mejor actor de reparto | Woody Harrelson | Candidato |

### Satellite
| Año  | Categoría                | Persona         | Resultado |
| ---- | ------------------------ | --------------- | --------- |
| 2009 | Mejor actor de reparto   | Woody Harrelson | Candidato |
| 2009 | Mejor película dramática |                 | Candidata |